# Велика Македонія

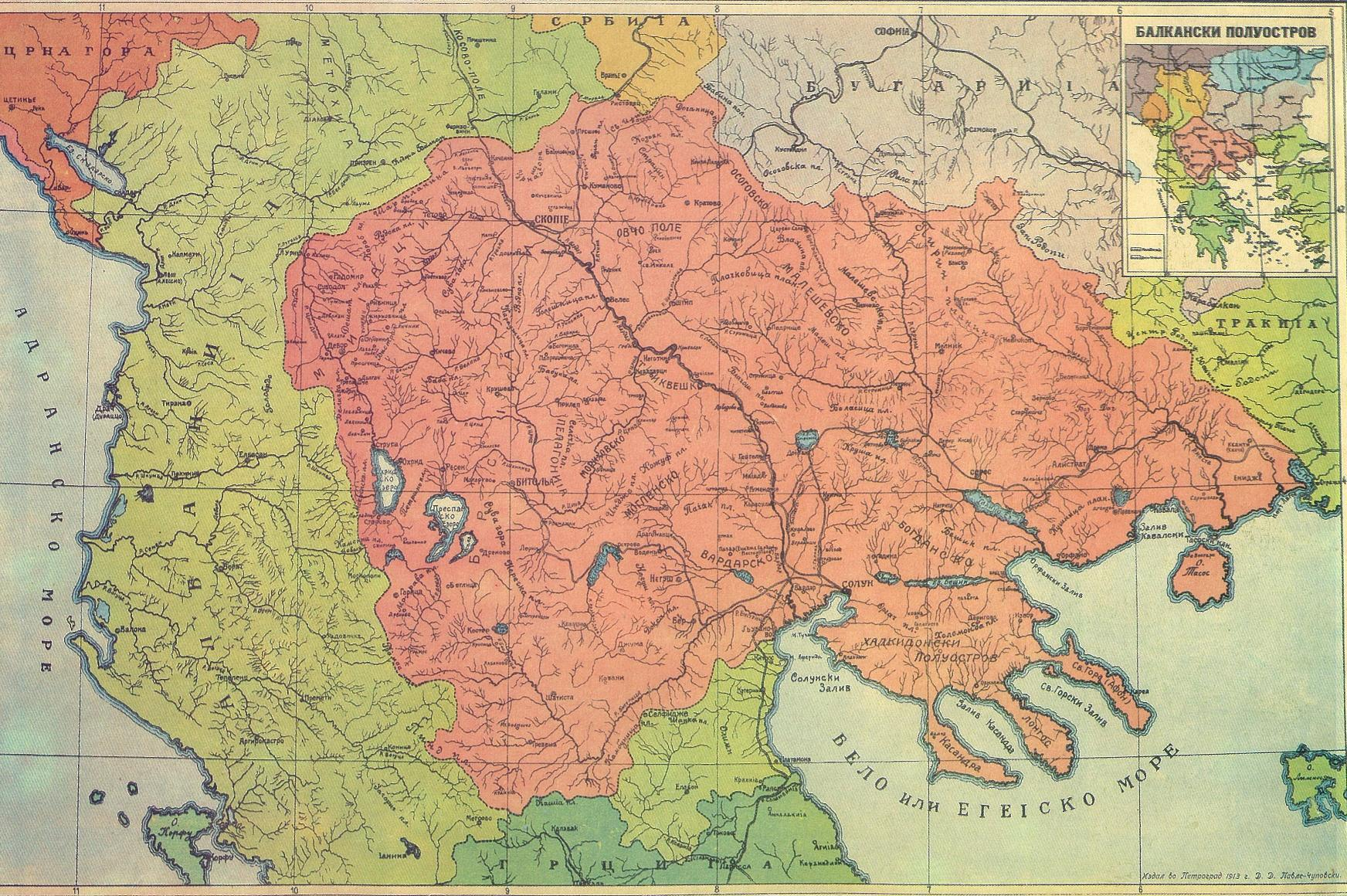
Карта Великої Македонії, видана в Санкт-Петербурзі в 1913

Македонія

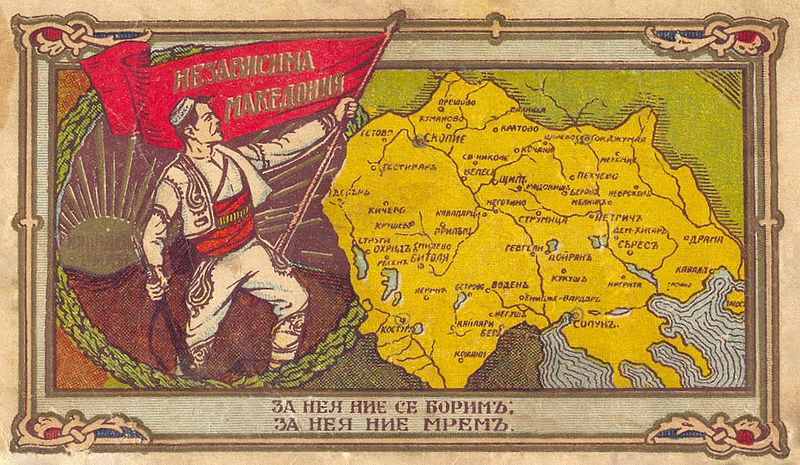
Карта Великої Македонії

Велика Македонія або Об'єднана Македонія (мак. Обединета Македонија) — популістська, панслов`янська, панбалканська ідея македонських радикалів-іредентистів, як антагонізм ідеї Великої Болгарії, Великої Албанії, Великої Греції та Великої Сербії.

## Територіальний склад Великої Македонії
- Вардарська Македонія (мак. Вардарска Македонија) — Північна Македонія.
- Егейська Македонія (мак. Егејска Македонија) — три македонських периферії північної Греції.
- Піринська Македонія (мак. Пиринска Македонија) — неофіційна назва Області Благоєвграда в південно-західній Болгарії
- Мала Преспа і Голо Брдо[en] — область у південно-східній Албанії, відповідна приблизно частині Корча (Гориця), Поградец та районам Девол.
- Гора та Прохор Пчінскі — в південному Косово та Сербії (ці підобласті, як іноді вважають, є частиною Вардарської Македонії).

## Історія
Ідея і сам термін виник після Бухарестської угоди 1913 (пункт про розподіл Македонії) та базується на тих же популістських засадах і з тієї ж серії панславізму, що і Велика Болгарія, Велика Польща, тощо.
Велика Македонія повинна мати домінуюче становище на Балканах за територією і мати промакедонськи налаштовані народності. Політичним обґрунтуванням такої держави мала стати географія розселення македонського етносу та існування з античних часів історично значимого регіону Македонії, яка не збігається з межами одночасної держави.
До складу Великої Македонії повинні увійти землі Болгарії, Греції, Північної Македонії, Сербії та Албанії.
Носієм ідеї Великої Македонії була революційна організація ВМРО на чолі з Тодором Александровим та Іваном Михайловим.